# سازگاری با تغییر اقلیم
سازگاری با تغییر اقلیم (به انگلیسی: Climate change adaptation) به نگرانی‌های مربوط به تغییر اقلیمی اشاره دارد. سازگاری عبارت است از تطابقِ سامانه‌های طبیعی و انسانی در پاسخ به محرک‌های فعلی یا پیش‌بینی‌نشده اقلیمی یا اثرات آن‌ها، به‌گونه‌ای که منجر به تعدیل خسارات یا بهره‌مندی از فرصت‌های سودمند شود. این سازگاری در عرصه‌های مختلف مثل زیرساخت، کشاورزی و آموزش نمود پیدا می‌کند. مفهوم جامع‌تر سازگاری، درباره مسائل غیر اقلیمی، مانند فرسایش خاک و نشست‌های سطحی نیز کاربرد دارد. قدم اول در سازگاری اقلیم درک صحیح آثار احتمالی تغییر اقلیم و تعیین کمیت و کیفیت آنهاست.

## هزینه سازگار شدن با تغییرات اقلیمی
در حال حاضر، هزینه سازگاری با تغییرات اقلیمی در کشورهای در حال توسعه ۷۰ میلیارد دلار در سال برآورد شده است و انتظار می‌رود این رقم در سال ۲۰۳۰ به ۱۴۰ تا ۳۰۰ میلیارد دلار و در سال ۲۰۵۰ به ۲۸۰ تا ۵۰۰ میلیارد دلار برسد. در صورت ادامه وضع موجود، طبیعتا در چند دهه آینده بسیاری از دولت‌های جهان و حتی دولت‌هایی که از درآمد نفتی مناسبی برخوردارند نیز نخواهند توانست تا در برابر هزینه‌های کمرشکن مقابله با تغییرات اقلیمی تاب آورند. نمونه این وضعیت در چندی از ایالت‌های آمریکا در حال نمود است. برای نمونه خرابی‌های ناشی از وقوع توفان کاترینا که در اوت سال ۲۰۰۵ در ایالت لوئیزیانا به بار نشست آنچنان گسترده و عظیم بود که این ایالت و به ویژه شهر نیواورلئان تا این لحظه مبلغی معادل با ۱۲۵ میلیارد دلار برای بازسازی خرابی‌های ناشی از توفان کاترینا هزینه کرده است و بازسازی بسیاری از مناطق و زیرساخت‌های این ایالت همچنان با مشکلات بوروکراتیک و مسائل مربوط به تامین بودجه روبرو است. این تنها هزینه بازسازی «یک فقره» رخداد متاثر از تغییرات اقلیمی و تنها در «یک ایالت» آمریکا است. هزینه مبارزه و بازسازی و سازگار شدن با دیگر رویدادها، برای نمونه خشکسالی‌های پی در پی و آتش سوزی جنگل‌ها در دیگر ایالت‌ها را نیز باید در نظر گرفت تا شاید هزینه فوق‌العاده هنگفت تبعات تغییرات اقلیمی در آمریکا (که از قضا خود این کشور با استفاده بیش از حد از سوخت‌های فسیلی در شکل گیری آن نقش داشته است) را بتوان محاسبه کرد. این مشکلات در یک کشور مرفه نشان می‌دهد که تا چه اندازه کشورهای کمتر ثروتمند برای دفاع از خود در برابر تاثیرات منفی تغییرات اقلیمی در دهه‌های آینده در تنگنا قرار خواهند گرفت. با از دست رفتن زمان برای کاهش انتشار گازهای گلخانه‌ای، «هزینه مقابله و سازگار شدن با تغییرات اقلیمی» نیز با گذشت زمان بالاتر خواهد رفت تا ٓانجا که زیان مقابله با این تغییرات به تدریج از سود شرکت‌های نفتی بیشتر خواهد شد.

## سازگاری با تغییر اقلیم بر اساس ناحیه

### امریکا
در کانادا برنامه‌های فدرال و همچنین استانی برای سازگاری با اقلیم وجود دارد. برای نمونه در انتاریو شهرداری‌ها موظف‌اند آثار تغییرات اقلیمی را در پلان مدیریت دارایی زیرساخت خود لحاظ کنند.

### اروپا
اتحادیه اروپا برنامه بلندمدتی برای سازگاری با اقلیم تدوین کرده است که به اثرات مخرب احتمالی تغییرات اقلیمی و نتایج آن می‌پردازد.